# Sellevåg treskofabrikk
Sellevåg treskofabrikk är ett sågverk och en tidligare träskofabrik i Sellevåg i Gulens kommun i Sogn og Fjordane fylke i Norge. 
Fabriken startades år 1899 som Bergens Træskofabrik i en tidigare vattenkvarn. Råvarorna transporterades med båt till fabriken och produkterna såldes i  Bergen där det fanns en stor marknad för träskor runt förra sekelskiftet. 
Den hade sin storhetstid under andra världskriget med en produktion på 60 000 par träskor, helt av trä om året. Fabriken utvidgades år 1952 och när marknaden för träskor minskade kompletterades produktionen med skaft till olika redskap. Träskorna tillverkades av furu och skaften av ask. Sågverksamheten tog successivt över och 1972 lades snickeriet ned. Dammbyggnaden och all utrustning i fabriken är intakt och funktionsduglig.
Fabriken, som har fått bidrag till underhåll av Riksantikvaren sedan 1994, skyddades i augusti 2012. Den drivs fortfarande av ägarfamiljen.